# Kniha složitých otázek
Kniha složitých otázek neboli Kniha složitostí (黃帝八十一難經 Chuang-ti Pa-š'-i Nan-ťing) je po Vnitřní knize Žlutého císaře druhým základním dílem čínské lidové medicíny. Autor knihy není znám, předpoládá se, že byla napsána v období pozdní dynastie Chan (první dvě století našeho letopočtu). S tímto dílem bývá spojováno jméno jednoho z legendárních lékařů v historii čínské medicíny Čchin Jüe-žena, známějšího pod jménem Pien-čchüe. Traduje se o něm, že měl neobyčejné schopnosti.
Kniha je podobně jako Nej-ťing napsaná formou otázek a odpovědí. Osmdesát jedna otázek se týká šesti větších okruhů: pulzové diagnostiky, síti drah oběhu čchi, vnitřních orgánů, nemocí a jejich syndromů, bodů používaných v akupunktuře, a metod akupunktury. Oproti Nej-ťingu je stručnější.